# Rafael Vasconcellos
Rafael Vasconcellos (São Mateus, Espírito Santo, 1987), também conhecido como Abel, é um quadrinista brasileiro. Graduado em Artes Plásticas na Universidade Federal do Espírito Santo, começou a trabalhar com histórias em quadrinhos em 2009 na publicação independente Almanaque Gótico nº 2. Entre seus principais trabalhos está o volume 5 da Coleção Shakespeare em Quadrinhos (Macbeth), escrito por Marcela Godoy; O.R.L.A., escrito por Matheus Moura; e a série Ditadura no Ar, escrita por Raphael Fernandes (esta última, assinada com o pseudônimo Abel). Em 2016, ganhou o Troféu HQ Mix de melhor minissérie por Ditadura do Ar.